# Westlandkessel aus Lunde
Der 2004 entdeckte Westlandkessel aus Lunde im Kirchspiel Tuna in der schwedischen Gemeinde Sundsvall (Fundort) gehört zu einer Gruppe von kupferlegierten Gefäßen römischer Produktion, die zunächst insbesondere im norwegischen Vestlandet gefunden wurden. Die Kessel werden in die Gruppen „Hauken 1“ und „Hauken 2“ (jünger)  unterteilt.
Das aus verzinntem Kupfer bestehende Stück kann in die späte römische Eisenzeit um 300 n. Chr. datiert werden. Der  Kesselinhalt aus Erde und weißgrauen Bröckchen  wurde 2005 nach einer archäologischen Grabung untersucht. Die Untersuchung zeigte, dass der Kessel als Urne gedient hat. Neben Bärenkrallen und einer Luchskralle konnten Fragmente eines Kammes, Eisennieten, zerschmolzenes Glas und verbrannte Knochen (erwachsener Mann, Hund, Pferd, Schaf/Ziege, Vogel)  identifiziert werden. Westlandkessel wurden unter anderem auch in einem Altrheinarm nahe dem pfälzischen Ort Neupotz und im Kragehul auf Fünen in Dänemark entdeckt.